# Anders Fjellner
Pour les articles homonymes, voir Fjellner.
Anders Fjellner, né le 18 septembre 1795 à Ljusnedals församling (sv) à Härjedalen et mort le 22 février 1876 à Sorsele församling (sv) à Sorsele, est un pasteur et poète lapon de Suède.

## Biographie
Anders Fjellner naît le 18 septembre 1795 à Ljusnedals församling.
Il est le premier lapon à étudier la théologie et à être consacré pasteur. Il continue néanmoins de mener la vie de nomade pendant ses vacances et comme instituteur ambulant (1821), jusqu'à sa nomination au pastorat de Sorsele (1842). Grâce à son instruction, il peut faire de précieuses collections de mots, de chants, de contes lapons, qu'il ne publie pas, mais dont Gustav von Düben et Otto Donner tirent un bon parti.
Anders Fjellner meurt le 22 février 1876 à Sorsele församling.